# AGM-45 Shrike
Il missile AGM-45 Shrike è stato il primo missile antiradar statunitense. Esso deriva dallo AIM-7 Sparrow, con una testata aumentata da 29 a ben 66 kg, di cui 22 di esplosivo, il resto era l'involucro ad effetto schegge e le spolette. Lo Shrike venne usato ampiamente in Vietnam per le missioni SEAD, ma la limitatezza dell'elettronica dell'epoca faceva sì che non avesse circuiti di memoria e quindi se il radar smetteva di emettere esso proseguiva in traiettoria libera.
Inoltre per coprire tutte le frequenze radar erano necessarie ben 13 teste di ricerca intercambiabili, per cui bisognava sapere con cosa si aveva a che fare ed avere la testata giusta sottomano in reparto. E dire che in Vietnam l'unico bersaglio valido erano solitamente le batterie di SA-2 Guideline, mentre il Patto di Varsavia aveva anche gli SA-1 Guild, 2, 3, 4,5 e 6.
Lo Shrike aveva anche una gittata modesta, che costringeva ad entrare ben dentro la portata dei missili prima di sparare, a circa 10–20 km.
Eppure, uno di essi, sparato per errore, attaccò l'incrociatore Worden, classe Belknap, una delle unità navali con le migliori capacità antiaeree dell'epoca. Sebbene esplose a 30 metri di distanza (forse per la spoletta di prossimità) esso, con le schegge, disabilitò totalmente i radar della nave, che poté riprendere la navigazione solo 90 minuti dopo, senza la metà dei radar di tiro. Per fortuna non era stato un colpo diretto. Lo Shrike venne usato fino almeno agli anni ottanta, quando venne sostituito dall'AGM-88 HARM, dopo che oltre 13.000 missili vennero prodotti.

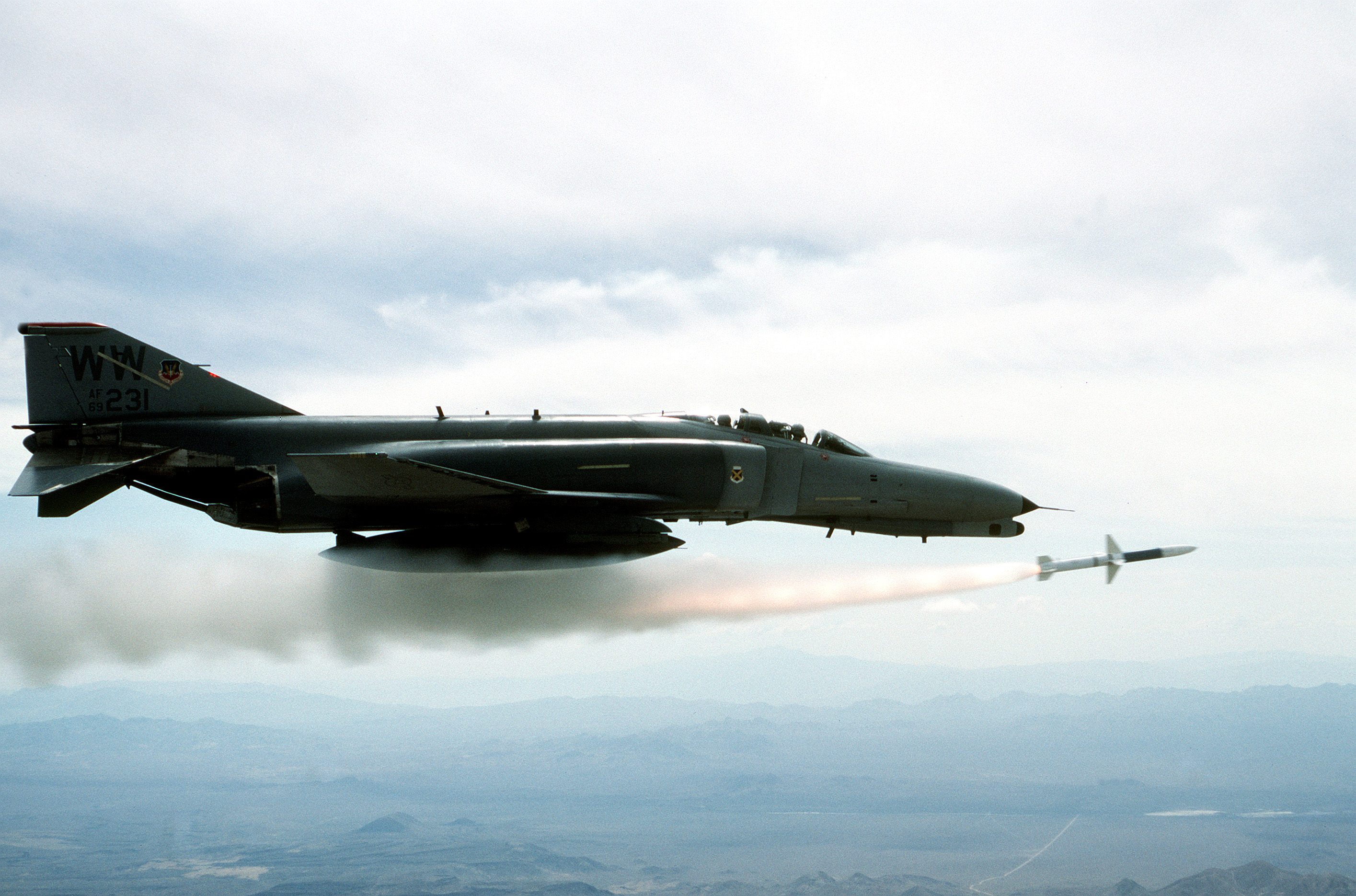
Un F-4G Phantom II lancia un missile AGM-45 Shrike